# Stane Granda
Stane Granda [stáne gránda], slovenski zgodovinar in publicist * 8. april 1948, Novo mesto.
Granda je leta 1973 diplomiral iz zgodovine na Filozofski fakulteti v Ljubljani, leta 1994 pa je tam doktoriral z disertacijo Dolenjska v revolucionarnem letu 1848/49. Med letoma 1973 in 1979 je deloval na Inštitutu za novejšo zgodovino v Ljubljani (IZDG), od tedaj pa na Zgodovinskem inštitutu Milka Kosa ZRC SAZU, ki ga je v letih 1983-96 vodil kot upravnik oziroma predstojnik. Predaval je na Fakulteti za upravo ljubljanske univerze (zgodovino javne uprave na Slovenskem) in na Univerzi v Novi Gorici, od 2007 kot redni profesor. Od leta 2003 do upokojitve je bil znanstveni svetnik na ZRC SAZU. Ukvarja se predvsem z agrarno zgodovino in revolucijo leta 1848 na Slovenskem ter raziskuje gospodarsko, politično in družbeno zgodovino Slovencev od začetka 19. stoletja do 1941, s splošnejšega vidika pa tudi v kasnejših odbobjih. Bil je odgovorni urednik Kronike (časopisa za slovensko krajevno zgodovino), zdaj je član uredniškega odbora te revije. Aktualne komentarje objavlja tudi v revialnem tisku. 
Januarja 2006 je bil izvoljen za predsednika programskega sveta RTV Slovenija. Je član Sveta za splošno izobraževanje v okviru katerega je predsednik Komisije za učbenike ter predsednik strokovnega sveta Narodnega muzeja Slovenije. 
Ob upokojitvi je bil imenovan za zaslužnega raziskovalca ZRC SAZU in zaslužnega profesorja Univerze v Novi Gorici, leta 2020 pa je postal častni občan Mestne občine Novo mesto. Leta 2017 je prejel tudi odličje sv. Cirila in Metoda Slovenske škofovske konference.   
Poročen je z Jelko Melik, hčerjo zgodovinarja in akademika Vasilija Melika.   